# Hdzanggur
Hdzanggur, jedno od glavnih plemena Golog Tibetanaca iz šire grupe Amdova, na jugoistoku kineske provincije Qinghai. Hdzangguri (= oni s glavom unatrag) su slabo poznato pleme s reputacijom  'pljačkaša'  i  'ubojica' , koje među prvima 1929. posjećuje i opisuje izvjesni Joseph Rock. Ova malena plemenska zajednica zapadno od Žute rijeke stoljećima je bila odvojena od ostatka svijeta i time praktično nezavisna od Kine. Po vjeri su budisti i politeisti. Brojno stanje 1996. iznosilo je 4,000.

## Vanjske poveznice
- Hdzanggur  Arhivirana inačica izvorne stranice od 27. listopada 2010. (Wayback Machine)